# عشرون بنسا (عملة أيرلندية)
العشرين بنسًا (20 بنسًا) ( الأيرلندية: fiche pingin كانت العملة المعدنية الأيرلندية (الجنيه الأيرلندي) جزءًا من الجنيه الأيرلندي. طُرحت في 30 أكتوبر 1986. وكانت أول عملة أيرلندية عشرية بحجم مختلف عن العملة البريطانية المقابلة حيث لم يكن الجنيه الأيرلندي مرتبطًا بالجنيه الإسترليني منذ عام 1979. وكان آخر إصدار لها عام 2000 قبل عامين من سحب أيرلندا لجنيهها مقابل اليورو .
ويظهر الحصان (صياد أيرلندي) الذي كان موجودًا على العملة المعدنية نصف التاج قبل العشرية والتي أنتجت من عام 1928 إلى عام 1967.
تتميز العملة بلونها الأصفر النحاسي نظرًا لتركيبها المكون من 79% نحاس و20% زنك و1% نيكل. وقد ثبت أن هذا التركيب سيخفض تكاليف الإنتاج بنسبة 25% مقارنةً بالنيكل النحاسي المستخدم آنذاك. حافة العملة مزينة بستة أشرطة ناعمة ومُحببة بالتناوب. تزن العملة 8.47 غرام بينما يبلغ قطرها 2.71 سنتيمتر.
صُممت هذه العملة لتخفيف تكلفة إصدار فئات أقل ولمساعدة الجمهور والتجار على حد سواء من خلال إصدار عملة ذات قيمة أعلى يمكن أن تساعد في إزالة بعض عملات الخمسة بنسات والعشرة بنسات. في عام 1982 أعلن وزير المالية راي ماكشاري أنه سيقدم فئة وسيطة بين عملات العشرة بنسات والخمسين بنسا. في أغسطس 1984 اختيرت فئة العشرين بنسًا على فئة الخمسة والعشرين بنسًا وأوصى مجلس الفنون الأيرلندي بتصميم الحصان.
كانت قيمة العملة من الجنيه الأيرلندي وسحب مع ظهور اليورو في عام 2002.

## روابط خارجية
- موقع العملات الأيرلندية - كتالوج - فئة العشرين بنسًا
- لوائح سك العملات (الأبعاد والتصميم)، 1986
- أمر سك العملة الجديد (عشرون بنسًا)، 1986

قالب:Irish currency and coinage